# Il congresso si diverte (film 1931)
Il congresso si diverte (Der Kongreß tanzt) è un film del 1931 diretto da Erik Charell.
Ne venne fatto un remake dallo stesso titolo nel 1955 con la regia di Franz Antel.

## Trama
1814. Costretto in esilio Napoleone, a Vienna si negozia il destino d'Europa con i vincitori riuniti tutti in congresso. Incidentalmente, Christel, una graziosa guantaia, si trova ad accentrare su di lei l'attenzione del Congresso. Accusata ingiustamente di essere un'assassina, viene scagionata ma di lei si innamora lo zar di Russia, Alessandro. Christel illustra al suo corteggiatore la vita della città, portandolo in giro in carrozza. Nel frattempo, il principe Metternich cerca di mettere a frutto l'assenza di Alessandro, intessendo le sue trame politiche. Il ritorno improvviso di Napoleone, fuggito dall'Elba, rimette tutto in discussione. E la fiaba di Christel arriva al suo capolinea.

## Produzione
Il film fu prodotto dall'Universum-Film AG (UFA) (Berlin), girato negli Ufa-Atelier di Neubabelsberg. Le riprese durarono dal 1º giugno al 13 agosto 1931.

## Distribuzione
Distribuito dalla Universum Film (UFA), il film venne presentato in prima allo Scala di Vienna il 29 settembre e a Berlino il 23 ottobre 1931.
In Italia venne presentato alla 1ª Mostra internazionale d'arte cinematografica di Venezia nell'agosto 1932; qui il film venne inizialmente proiettato nella versione doppiata in italiano, ma, causa del rudimentale doppiaggio dell'epoca, dopo 300 metri di pellicola, la stessa venne interrotta e sostituita con la versione originale, proiettata dall'inizio. In settembre venne distribuito nelle sale cinematografiche nazionali.
Il film è distribuito in DVD dall'Universum Film GmbH (München).

### Cast
Lillian Harvey. Il film ebbe un grande successo e la protagonista Lillian Harvey riuscì a conquistare anche il mercato americano. Tanto da lasciare la Germania per Hollywood, messa sotto contratto dalla Fox. L'attrice ritornò all'UFA due anni dopo.

## Critica
«La trama, esile e sovente posticcia, è soprattutto il pretesto per quadri sbarazzini, eleganti e festosi. Chi vi voglia trovare ardimenti sottili, del nuovo ad ogni costo, ne resterà probabilmente deluso; ne sarà invece beato chi preferisce un'operetta trattata secondo le formule della tradizione, ma con una intelligenza e una finitura di dettagli di solito inconsueti a quelle formule». (La Stampa del 28/09/1932)